# زجان (بني حشيش)

تعديل مصدري - تعديل

زجان هي إحدى قرى عزلة ذى مرمر بمديرية بني حشيش التابعة لمحافظة صنعاء، بلغ تعداد سكانها 1479 نسمة حسب تعداد اليمن لعام 2004.